# 苗代田停留場
苗代田停留場（なわしろだていりゅうじょう）は、かつて大阪府大阪市阿倍野区にあった南海電気鉄道平野線の駅（電停）である。

## 概要
庚申街道と交差する踏切を挟んで西側に平野方面行きホームが、東側に阿倍野・今池方面ホームがあった。
文ノ里停留場方面から当駅にかけては、平野線の中間駅間では随一の勾配区間であり、朝のラッシュ時には、満員の電車が喘ぐかのように坂を登ってきたという。
現在、鉄道の遺構は何も残っていないが、踏切の東側にある喫茶店の形状は、ほぼ当時のままである。

## 歴史

### 年表
- 1914年（大正3年）4月26日：阪堺電気軌道（旧）平野支線 今池 - 平野間が開業時に開業。
- 1980年（昭和55年）11月28日：廃止。

### 駅名の由来
昭和初期まで当地にあった旧地名「苗代田」による。

## 停留場構造
千鳥式ホーム2面2線を有する地上駅であった。

### のりば
| のりば                             | 路線    | 方向 | 方面                         | 行先     |
| ---------------------------------- | ------- | ---- | ---------------------------- | -------- |
|                                    | ■平野線 | 上り | 阪堺線直通：阿倍野・今池方面 | 恵美須町 |
| 上町線直通：阿倍野・天王寺駅前方面 | ■平野線 | 上り | 天王寺駅前                   |          |
|                                    | ■平野線 | 下り | 田辺・平野方面               | 平野     |

## 停留場周辺
- 苗代田郵便局
- 大阪市立苗代小学校
- 大阪市立常盤小学校
- 辻調理師専門学校

## 隣の停留場
南海電気鉄道
■平野線
阿倍野停留場 - 苗代田停留場 - 文ノ里停留場